# 卡马古博士镇
卡马古博士镇是巴西巴拉那州的一个市镇。总面积118.278平方公里，总人口5760人，人口密度48.7人/平方公里。